# Toomas Nipernaadi
Toomas Nipernaadi (deutsche Übersetzung Nippernaht und die Jahreszeiten) ist der Titel eines Romans des estnischen Schriftstellers August Gailit aus dem Jahr 1928.

## Erscheinungsweise
August Gailit hatte seit 1910 über zehn Bücher publiziert, von denen die meisten dem Genre der Kurzprosa zuzuordnen waren. 1925 und 1926 waren in der Zeitschrift Looming drei Novellen von Gailit erschienen, deren gemeinsame Hauptperson ein gewisser Toomas Nipernaadi war. Mit vier weiteren Texten vereint erschien dann 1928 das Buch Toomas Nipernaadi. Roman in Novellen, und im Weiteren ist das Werk immer als Roman rezipiert worden. Die zweite Auflage kam 1935 im Noor-Eesti-Verlag heraus, die dritte 1944 während der deutschen Besetzung Estlands. Die nächste Ausgabe erschien 1947 im Exilverlag ORTO in Vadstena, 1967 wurde die einzige Ausgabe in Sowjetestland gedruckt, seit der Wiederherstellung der estnischen Unabhängigkeit erscheinen regelmäßig Neuauflagen in Tallinn (AVITA 1996, Varrak 2001, Eesti Päevaleht 2006, Hea Lugu 2014).
2009 ist ein Hörbuch herausgebracht worden, das eine CD mit 15 Stunden und 20 Minuten Text enthält.

## Handlung
Bei der im Titel genannten Hauptperson handelt es sich um einen Schriftsteller, der auf der Suche nach Themen und Inspiration jeden Sommer mit seiner Kannel durch Estlands Wälder und Dörfer streift. Er gibt sich dabei mal als Gelegenheitsarbeiter, mal als Wissenschaftler, mal als Gutsbesitzer aus und lernt jedes Mal eine junge Frau kennen, die er mit seinem Charme bezirzt. Das gelingt ihm vor allem auch deswegen, weil die Frauen selbst meist in einer misslichen Lage und auf der Suche nach Glück oder einfach einem besseren Leben sind. Jedoch bleibt das entstehende Verhältnis immer auf dem platonisch-romantischen Niveau, da der Held sich jeweils aus dem Staube macht, bevor es zu einer konkreten Handlung kommt.
Oberflächlich betrachtet wäre Nipernaadi also ein Hochstapler, der mit seiner Fantasie, Fabulierlust und Flunkerei die Frauen so weit bringt, dass sie sich in ihn verlieben, ehe er aus ihrem Leben wieder verschwindet. Aber letztendlich sind die zurückgelassenen Frauen keineswegs die Düpierten, denn der schwärmerische Dichter hat ihnen den Blick für eine andere Welt, für Alternativen und Träume geöffnet. Damit hat er ihnen letztlich Hoffnung gegeben, etwas – mehr – aus ihrem Leben zu machen. Am Ende ist der Hochstapler selbst melancholisch, wenn er bei Einbruch des Winters an seinen heimischen Herd zurückkehren muss.

## Rezeption
Gailits Roman kann als der erste estnische Schelmenroman betrachtet werden und ist beispielsweise mit Don Quijote verglichen worden. Er hat bis heute eine besondere Stellung im estnischen kulturellen Bewusstsein und nimmt auf einer von Fachleuten aufgestellten Rangliste der 50 besten estnischen Romane den fünften Platz ein. Der Name des Romanhelden wurde zum Sinnbild für eine romantische Lebensweise. Im Estnischen ist das Adjektiv nipernaadilik gebildet worden, das in etwa 'nach Art eines Nipernaadi' bedeutet. Es hat Eingang in das moderne einsprachige estnische Wörterbuch gefunden.

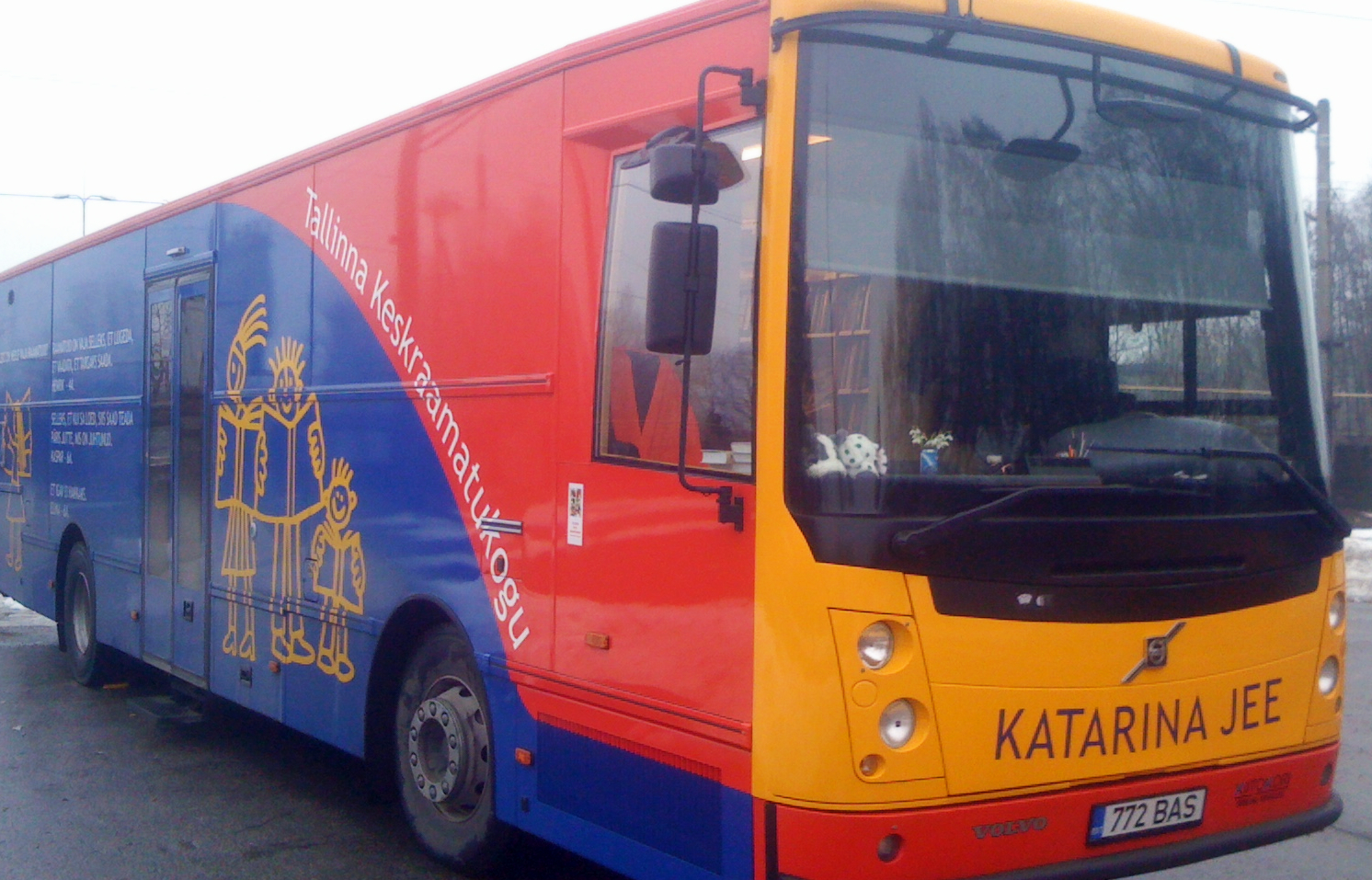
Bücherbus der Tallinner Öffentlichen Bibliothek

1983 ist Toomas Nipernaadi von Tallinnfilm verfilmt worden. Das Drehbuch stammte von Juhan Viiding, Regie führte Kaljo Kiisk, die Musik stammte von Raimo Kangro. Der Spielfilm war sehr erfolgreich und ist auch vielfach im Ausland auf die Leinwand gekommen. Der Bücherbus der Tallinner Öffentlichen Bibliothek trägt den Namen „Katariina Jee“ nach einer in der letzten Novelle genannten fiktiven Tante von Nipernaadi.

## Rezeption in Deutschland
Gailit ließ den Roman auf eigene Kosten in Estland von dem dort ansässigen Arthur Behrsing übersetzen und wandte sich dann mit der Bitte um Vermittlung an den russischen Journalisten Ilja Trotzki. Dessen Bemühungen wurden 1931 von Erfolg gekrönt, so dass nach einem Vorabdruck im Unterhaltungsblatt der Vossischen Zeitung das Buch im zum Ullstein-Verlag gehörenden Propyläen-Verlag erschien:
- Nippernaht und die Jahreszeiten. Aus dem Estnischen von I.M. Trotzki. Berlin: Propyläen=Verlag 1931. 246 S.

Parallel dazu kam eine Ausgabe in der Büchergilde Gutenberg heraus, 1943 eine zweite Auflage im Propyläen-Verlag.
Gegenüber dem estnischen Original ist der Roman um ca. 30–40 % gekürzt, was jedoch nirgendwo vermeldet wurde. Auch ist die (heute noch in der DNB enthaltene) Angabe des Übersetzers als I. M. Trotzki nicht korrekt, da er lediglich als Vermittler aufgetreten war. Der eigentliche Übersetzer war Arthur Behrsing.
Die Aufnahme der deutschen Übersetzung war sehr positiv. Zahlreiche Zeitungen brachten Rezensionen, teilweise von namhaften Schriftstellern wie Hans Fallada oder Hermann Hesse. Der Rezensent der Vossischen Zeitung, Georg von der Vring, sah den Autor „geographisch und dichterisch zwischen Hamsun und Gogol“, Hans Fallada fühlte sich an Till Eulenspiegel, Don Quichotte und Gösta Berling erinnert, und Manfred Hausmann befand schlicht: „Es war das erste estnische Buch, das mir in meinem Leben unter die Finger kam. Nun, es wird nicht das letzte sein.“

## Übersetzungen in andere Sprachen
- Niederländisch: Toomas Nipernaadi. Vertaald door P. J. A. Boot. Amsterdam: Scheltema & Holkema 1932. 244 S.; zweite (bearbeitete) Auflage: Antwerpen: N.V. Het kompass [1942]. 251 S.

- Tschechisch: Touha... . Z německého přeložil Jaroslav Starý. Praha: Smolík 1935. 232 S.

- Litauisch: Tomas Nipernadis. Išverté H. Korsakienē. Kaunas: Spaudos fondas 1938. 315 S.

- Finnisch: Toomas Nipernaadi. Vironkielestä suomentanut Kerttu Mustonen: Porvoo – Helsinki: Werner Söderström Osakeyhtiö 1942. 385 S.

- Lettisch: Toms Nipernadijs. Ar autora atlauju tulkojusi Adele Soll. Riga: H. Rudziša apgadn. (Gramatu Draugs) 1942. 395 S.

- Französisch: Toomas Nipernaadi. Traduit de l’esthonien par Olga Karma. Bruxelles: Collection estuaires aux editions la sixaine 1946. 328 S.

- Polnisch: Dziwny świat Tomasza Nipernaadiego. Przełożyła Alicja Maciejewska. Warszawa: Państwowy Instytut Wydawniczy 1988. 328 S.

- Russisch: Тоомас Нипернаади: Pоман в новеллах. Перевод с эстонского Аугуст Гайлит. Таллинн: Александра 1993. 414 S.

- Englisch: Toomas Nipernaadi. Translated by Eva Finch & Jason Finch. Sawtry: Dedalus 2018. 378 S.

## Weiterführende Literatur
- Hans Fallada: Nippernaht und die Jahreszeiten, in: Die Literatur 34 (1931/32), S. 236.
- Walther von Hollander: Junger Dichter eines jungen Landes, in: Der Querschnitt XI (1931), Heft 12, S. 857–858.
- Wolf-Dietrich Zernecke, in: Der Romanführer. Der Inhalt der Romane und Novellen der Weltliteratur. Band 12. Stuttgart: Anton Hiersemann 1961, S. 168–169.
- Renata Blodow: Toomas Nipernaadi, in: Kindlers Literatur Lexikon. Band 6. Zürich: Kindler, 1971, pp. 2806–2807; Kindlers Neues Literatur Lexikon. Herausgegeben von Walter Jens. Band 6. München: Kindler 1989, S. 19; Kindlers Literaturlexikon. 3., völlig neu bearbeitete Auflage. Stuttgart, Weimar: J. B. Metzler 2009, S. 22–23.
- Jaanus Vaiksoo: August Gailiti romaan „Toomas Nipernaadi“ lugemismudelid, in: Keel ja Kirjandus 8/1994, S. 460–475.
- Jaanus Vaiksoo: Gailit ja Nipernaadi. Tallinn: Koolibri 1995. 95 S.